# Polnische Feldhandball-Meisterschaft
Die Polnische Feldhandball-Meisterschaft war die Feldhandball-Meisterschaft von Polen.

## Meister
| Saison    | Meister                                   | Vizemeister                               | Dritter                                   |
| --------- | ----------------------------------------- | ----------------------------------------- | ----------------------------------------- |
| 1930      | KS Cracovia                               | Pogoń Katowice                            |                                           |
| 1931      | Azoty Chorzów                             | Warta Posen                               | Sokół Kraków                              |
| 1932      | Die Meisterschaft wurde annulliert        | Die Meisterschaft wurde annulliert        | Die Meisterschaft wurde annulliert        |
| 1933      | KS Cracovia                               | Azoty Chorzów                             | Zjednoczenie Łódź                         |
| 1934      | Pogoń Katowice                            | Pole Zachodnie Chorzów                    | Zjednoczenie Łódź Jagiellonia Białystok   |
| 1935      | Pogoń Katowice                            | KPW Posen                                 | Azoty Chorzów                             |
| 1936      | Azoty Chorzów                             | Warta Posen                               | KPW Posen                                 |
| 1937      | KPW Posen                                 | AZS Lwów                                  | Pogoń Katowice                            |
| 1938      | KPW Posen                                 | AZS Warszawa                              | KS Cracovia                               |
| 1939      | ŁKS Łódź                                  | Pogoń Katowice                            | AZS Warszawa                              |
| 1940–1945 | Deutsche Besetzung Polens 1939–1945       | Deutsche Besetzung Polens 1939–1945       | Deutsche Besetzung Polens 1939–1945       |
| 1946      | KKS Posen                                 | AZS Warszawa                              | ŁKS Łódź                                  |
| 1947      | AKS Chorzów                               | KKS Posen                                 | Pogoń Katowice                            |
| 1948      | AKS Chorzów                               | Chrobry Groszowice                        | Warta Posen                               |
| 1949      | AKS Chorzów                               | Chrobry Groszowice                        | ŁKS Włókniarz Łódź                        |
| 1950      | ZS Budowlani Chorzów                      | Budowlani Groszowice                      | ŁKS Włókniarz Łódź                        |
| 1951      | ZS Budowlani Chorzów                      | Stal Kuźnia Raciborska                    | Budowlani Groszowice                      |
| 1952      | ZS Budowlani Chorzów                      | Stal Kuźnia Raciborska                    | AZS Katowice                              |
| 1953      | ZS Budowlani Chorzów                      | Stal Kuźnia Raciborska                    | AZS Katowice                              |
| 1954      | Stal Kuźnia Raciborska                    | AKS Chorzów                               | AZS Katowice                              |
| 1955      | AZS Katowice                              | Stal Kuźnia Raciborska                    | Gwardia Gdańsk                            |
| 1956      | Stal Kuźnia Raciborska                    | Budowlani Groszowice                      | Gwardia Gdańsk                            |
| 1957      | Śląsk Wrocław                             | AZS Katowice                              | Sparta Katowice                           |
| 1958      | Śląsk Wrocław                             | Rafamet Kuźnia Raciborska                 | Budowlani Groszowice                      |
| 1959      | LZS Comet Szczepanowice                   | Stal Kuźnia Raciborska                    | Śląsk Wrocław                             |
| 1960      | Die Meisterschaft wurde nicht ausgetragen | Die Meisterschaft wurde nicht ausgetragen | Die Meisterschaft wurde nicht ausgetragen |
| 1961      | Śląsk Wrocław                             | LZS Orzeł Szczepanowice                   | Budowlani Groszowice                      |
| 1962      | Śląsk Wrocław                             | Górnik Iskra Siemianowice                 | LZS Orzeł Szczepanowice                   |
| 1963      | Śląsk Wrocław                             | Gwardia Opole                             | Rafamet Kuźnia Raciborska                 |
| 1964      | Śląsk Wrocław                             | Górnik Iskra Siemianowice                 | Rafamet Kuźnia Raciborska                 |
| 1965      | Śląsk Wrocław                             | Gwardia Opole                             | AKS Chorzów                               |
| 1966      | Śląsk Wrocław                             | Gwardia Opole                             | AKS Chorzów                               |